# بلدة فان بورن مقاطعة دافيز (إنديانا)
بلدة فان بورن، مقاطعة دافيز (بالإنجليزية: Van Buren Township, Daviess County, Indiana)‏ هي منطقة سكنية تقع في الولايات المتحدة في مقاطعة ديفيس (إنديانا). يقدر عدد سكانها بـ 2,552 نسمة وترتفع عن سطح البحر 150 متر.